# Kamyar Abdi
Kamyar Abdi (* 1969 Tabríz) je íránský archeolog.

## Životopis
V roce 1997 získal titul MA na University of Chicago v oboru kultury a jazyků Blízkého východu a v roce 2002 promoval na University of Michigan z antropologie. Od roku 2002 působí v antropologickém oddělení Dartmouth College. Jeho výzkum se zaměřuje na íránskou společnost v období starověku. Je vydavatelem časopisu o íránské archeologii a historii. Vyučuje na univerzitě Mohammada Beheshtiho v Teheránu.

## Dílo
- Nationalism, Politics, and the Development of Archaeology in Iran, American Journal of Archaeology, 2001
- The Early Development of Pastoralism in the Central Zagros Mountains,Journal of World Prehistory, Vol. 17, No. 4: 395-448, 2003